# ISO 3166-2:KM
ISO 3166-2:KM — стандарт Международной организации по стандартизации, который определяет геокоды. Является подмножеством стандарта ISO 3166-2, относящимся к Коморам. Стандарт охватывает 3 автономных региона. Каждый код состоит из двух частей: кода Alpha2 по стандарту ISO 3166-1 для Союза Коморских Островов — KM и дополнительного кода, записанных через дефис. Дополнительный однобуквенный код образован аббревиатурой названия региона. Геокоды регионов Союза Коморских Островов являются подмножеством кодов домена верхнего уровня — KM, присвоенного Коморам в соответствии со стандартами ISO 3166-1.

## Геокоды Комор
Геокоды 3 островов административно-территориального деления Комор. 
| Геокод | Административная единица | Статус            |
| ------ | ------------------------ | ----------------- |
| KM-G   | Гранд-Комор              | автономный регион |
| KM-A   | Анжуан                   | автономный регион |
| KM-M   | Мохели                   | автономный регион |

## Геокоды пограничных Коморам государств
- Мозамбик — ISO 3166-2:MZ (на западе),
- Мадагаскар — ISO 3166-2:MG (на юго- востоке).